# Velorennbahn St. Gallen

Die Velorennbahn St. Gallen

Die Velorennbahn St. Gallen war eine Radrennbahn, die von 1905 bis 1908 in St. Gallen bestand.
Am 16. März 1905 reichte der St. Galler Velohändler Louis Andreazzi ein Baugesuch bei der damals noch eigenständigen Gemeinde Tablat ein; er führte ein Velo- und Sportartikelgeschäft in der Rosenbergstrasse 53. Die Holzpiste war auf sechs Meter Breite und eine Länge von 250 Meter angelegt. Später wurde sie auf 300 Meter Länge geplant, eine 3,50 Meter hohe Bretterwand sollte sie umgeben. Vorbild für die Konstruktion war die Buffalo-Radrennbahn in Paris.
Schon am 18. Juni desselben Jahres, zu Pfingsten, fand die erste Veranstaltung in der Radrennbahn an der Rehetobelstrasse statt, die die «beste Bahn Europas» gewesen sein soll: Auf dem Programm standen ein «Eröffnungsfahren», die St. Galler Fliegermeisterschaft, ein Prämienfahren, ein Steherrennen sowie ein «Fusswettrennen» über 100 Meter. Auch später wurde die Radrennbahn für andere Sportarten genutzt, wie etwa für Fussball. Eine Woche später erfolgte die offizielle Eröffnung mit der Stadtmusik St. Gallen. Geworben wurde mit dem Start „des berühmten und gefürchteten Motorfahrers“ aus Mülhausen namens Berling. Anfangs gab es wöchentlich Veranstaltungen, bei denen bekannte Radrennfahrer wie der Franzose Vendredi, der Schweizer Strassenmeister von 1903, Alexandre Castellino, und der Deutsche Adolf Schulze zu Gast waren. Der Berliner Arthur Stellbrink machte 1906 auf der Bahn einen erfolglosen Versuch, den Schweizer Stundenrekord von 65,444 Kilometern zu überbieten. Auch Berling bestritt in jenem Jahr erneut Rennen auf der Bahn, auf einem Puch-Motorrad.
Nach einem Jahr verkaufte Andreazzi wegen finanzieller Schwierigkeiten die Velorennbahn an den Bauunternehmer Fidel Lampert. Inzwischen waren in der Umgebung weitere Radrennbahnen eröffnet worden, was neben dem unzuverlässigen Wetter das Geschäft erschwerte. Zu Pfingsten 1907 wurde ein Acht-Stunden-Rennen ausgerichtet. Unter den Teilnehmern befanden sich der Schweizer Steher Jules Schwitzguébel (Dritter der Amateur-Steherweltmeisterschaft 1906) und der spätere Schweizer Strassenmeister Henri Rheinwald. Am 21. Juli 1907 fand das I. Ostschweizerische Gau-Verbandsfest des Schweizerischen Radfahrer-Bundes statt. Im Jahr darauf wurde in der Radrennbahn ein Fussballspiel um die Schweizer Meisterschaft zwischen Old Boys Basel und dem FC St. Gallen ausgetragen. Im Sommer wurde die Bahn abgerissen und der Platz bebaut.
Wahrscheinlich steht heute das Paul-Grüninger-Stadion auf einem Teil des Grundstücks der ehemaligen Radrennbahn. Eine Gaststätte namens Restaurant Rennbahn an der Rehetobelstrasse erinnert an den ehemaligen Standort der Bahn. In der nahegelegenen Gemeinde Rehetobel befindet sich zudem ein Velomuseum.